# Nathaniel Hill
Nathaniel Hill, irski impresionistični slikar, * 1861, Drogheda, † 1934.
Najbolj je poznan po svojih slikah pokrajin.